# Cellevæg
En cellevæg er en struktur, der ligger uden på cellemembranen i celler hos bakterier, svampe, alger og planter. Hos planter består cellevæggen hovedsagelig af kulhydratet cellulose. Cellevæggen er med til at give organismerne struktur og form. Den beskytter cellens indre. Den er hård ved planteceller. Dyreceller har ingen cellevæg, de har kun en cellemembran.
Bakterier kan inddeles i gram-negative og gram-positive, hvor der ved de gram-positive er et tykt lag peptidoglykan.

## Historie
En plantecellevæg blev først observeret og navngivet (simpelthen som en "væg") af Robert Hooke i 1665. Imidlertid blev "det døde ekstruderingsprodukt fra den levende protoplast" glemt i næsten tre århundreder, idet det primært var genstand for videnskabelig interesse som en ressource til industriel forarbejdning eller i relation til dyrs eller menneskers sundhed.
I 1804 beviste Karl Rudolphi og Heinrich Friedrich Link, at celler havde uafhængige cellevægge. Før havde man troet, at celler delte vægge, og at væske passerede mellem dem på denne måde.
Cellevæggens dannelsesmåde var kontroversiel i det 19. århundrede. Hugo von Mohl (1853, 1858) talte for ideen om, at cellevæggen vokser ved apposition. Carl Wilhelm von Nägeli (1858, 1862, 1863) mente, at væggens vækst i tykkelse og i areal skyldtes en proces kaldt intussusception. Hver teori blev forbedret i de følgende årtier: appositions- (eller laminerings-)teorien af Eduard Strasburger (1882, 1889) og teorien om intussusception af Julius Wiesner (1886).
I 1930 opfandt Ernst Münch udtrykket apoplast for at adskille den "levende" symplast fra den "døde" planteregion, hvoraf sidstnævnte omfattede cellevæggen.
I 1980'erne foreslog nogle forfattere at erstatte udtrykket "cellevæg", især brugt om planter, med det mere præcise udtryk "ekstracellulær matrix", som bruges om dyreceller,:168  men andre foretrak det ældre udtryk.

## Egenskaber
Cellevægge kan have lignende egenskaber som de organisme, som de findes i. De kan give cellerne stivhed og styrke og dermed give beskyttelse mod mekanisk stres. Den kemiske komposition og de mekaniske egenskaber for cellevæggen er forbundet med plantens cellevækst og morfogenese. I flercellede organisme giver cellevæggene organismen mulighed for at bygge og holde en bestemt form. Cellevægge kan også begrænse større molekyler, der kan være giftige for cellen, i at komme ind i organismen. De kan yderligere tillade skabelsen af et stabilt osmotisk miljø ved at forhindre cytolyse, og hjælpe med at holde på vand. Cellevæggenes komposition, egenskaber og form kan ændre sig under cellens cyklus, og de afhænger af vækstbetingelserne.

## Planters cellevæg
Plantecellevæggen er en netværksstruktur, der primært består af polysakkarider såsom cellulose, hemicellulose og pektin, men som ofte også omfatter glykoproteiner og lignin. Denne struktur omslutter planteceller og giver dem forskellige former, størrelser og distinkte fysisk-kemiske egenskaber, der gør det muligt for dem at udfylde deres roller i plantens forskellige organer og i dens forskellige udviklingsstadier. Plantecellevæggen spiller mange grundlæggende roller, herunder bestemmelse af plantemorfogenese og -arkitektur, yde mekanisk støtte til plantekroppen, lede vand og næringsstoffer, udgøre et forsvare mod biotiske og abiotiske udfordringer med mere.. Derudover er plantecellevæggen den mest udbredte fornybare ressource på Jorden, som har stor praktisk værdi for mennesker, herunder som brug til dyrefoder og varmeproduktion, som byggemateriale og som kilde til naturlige fibre til tekstil- og papirproduktion.

### Plantecellevæggens opbygning og biosyntese
Cellevæggens opbygning bestemmer cellevæggens struktur og funktion. Efterhånden som planter tilpassede sig livet på jorden, udviklede og diversificerede cellevæggens sammensætning sig, hvilket i sidste ende resulterede i at forskellige plantearter har cellevægge med varierende kemi, struktur og funktion. Identifikation af de proteiner, der kræves til biosyntesen af vigtige cellevægskomponenter, herunder cellulose, hemicellulose, pektin og lignin, er et væsentligt trin i afdækningen af plantecellevæggens struktur og -funktion.

#### Cellulose
Celluloserige cellevægge har stor betydning for terrestriske karplanter. Cellulose består af lineære fibriller samlet af glucan og er hovedpolymeren i de fleste plantecellevægge. Glucankæderne er uforgrenede og β-(1,4)-bundne. Selvom den kemiske natur af cellulose er meget enkel, samles kæderne på en kompleks måde til store ordnede cellulosefibre. Krystallinske cellulosefibre dannes ud fra glucankæder, som derefter bundtes sammen til nanofibre og aggregeres til en ledningslignende strukturer med forskellige diametre, som afsløret ved højopløsnings elektronmikroskopi og atomar kraftmikroskopi. Disse multiskala cellulosefibre forbinder sig et fibrillært netværk, hvilket resulterer i en sammenhængende nanostruktur.
Den strukturelle heterogenitet af cellulose afspejler kompleksiteten af polymerens biosyntese, som kræver aktiviteten af flere forskellige proteiner. Et af disse proteiner er cellulosesyntase, som også kaldes CESA: CES (for cellulosesyntase) efterfulgt af A (for at angive at det er en homolog til bakterielle katalytiske subunits). CESA katalyserer en forlængelse af glucankæden der foregår direkte på cellemembranen. Genetiske undersøgelser afslørede, at cellulosesyntasekomplekset (CSC) i almindelig gåsemad (Arabidopsis thaliana) indeholder tre CESA-proteiner (CESA1, CESA3 og enten CESA2, CESA5, CESA6 eller CESA9). Protein-protein-interaktioner fører til at komplekset dannes, og det skal samles for at kunne producere cellulose i den primære cellevæg. CSC bestående af CESA4, CESA7 og CESA8 er uundværlig for cellulosesyntese i den sekundære cellevæg. Dette syntetiske maskineri er meget konserveret i plantearter, selv i den enkimbladede plante ris. Defekter i disse CESA'er resulterer i misvækst. CESA-proteiner i forskellige plantearter deler høj sekvenslighed. CESA'er er afgørende proteiner, der direkte katalyserer celluloseforlængelse og er i centrum for forståelsen af hvordan cellen producerer cellulose.
Opdagelsen af den tredimensionelle struktur af plante-CSC'er repræsenterer endnu et gennembrud. Elektronmikroskopi udført i 1980 afslørede, at plante-CSC'er er samlede i en større sekskantet struktur, der minder om en ”roset”, hvilket gør CSC'er til et af planters mest komplekse membranproteinkomplekser.

#### Hemicellulose
Hemicellulose er et polysakkarid, der består af β-glycan-rygrad med forskellige substitutioner. De fleste cellevægspolymerer opnået ved alkalisk ekstraktion er hemicelluloseholdige polysakkarider, hvorimod pektinpolymerer let ekstraheres ved hjælp af varm syre eller chelatorer. Hemicellulosepolysaccharider, herunder xylaner, xyloglucaner, mannaner, glucomannaner og β-(1,3;1,4)-glucan, har alle β-(1,4)-glycosyl-bundne rygrader. De fleste hemicellulose-rygrader syntetiseres af cellulosesyntaselignende proteiner (CSL'er) fra GT2-familien af proteiner, selvom glycosylresterne varierer. Undtagelsen er xylaner, hvis rygrad produceres af Type II-membranproteiner fra GT47- og GT43-familierne. Hemicellulosernes rygrad er ofte erstattet af forskellige glycosylrester med visse mønstre, som bestemmer variationerne i deres fysisk-kemiske egenskaber og strukturer.
Xylaner er de mest udbredte hemicellulosepolymerer i karplanter. Den samme β-(1,4)-koblede xylosyl-rygrad er til stede i forskellige plantearter, hvilket peger på et konserveret biosyntetisk maskineri i planter. Fordi den pentoseholdige rygrad er forskellig fra den hexoseholdige rygrad, syntetiseres xylan på sin egen måde. Xylan er et stærkt acetyleret polysakkarid, som inkorporerer størstedelen af acetylestere i cellevæggen.
Mannaner er lineære glycankæder af β-(1,4)-bundne mannoserester, mens glukomannan refererer til mannan, der indeholder indsat β-(1,4)-bundet glukose i sin rygrad. Galaktomannan og galaktoglukomannan har delvist galaktosylerede mannosylrester på O-6-positionen. Mannan-niveauer er normalt lave i blomsterplanter, men galaktoglucomannan er hovedbestanddelen i den sekundære cellevæg i gymnospermer. Mannaner er også fungerer også som opbevaring for polysakkarider i nogle plantearter.

#### Pektiner
Pektiner er strukturelle polysakkarider beriget med galakturonsyrer. Pektiner er således en gruppe af cellevægspolysakkarider, der har α-(1,4)-bundne galakturonsyrer (GalA) i deres rygrad og er klassificeret i tre typer eller domæner: uforgrenet homogalakturonan (HG), rhamnose-alterneret rhamnogalakturonan I (RG- I), og det komplekse forgrenede rhamnogalakturonan II (RG-II). Homogalacturonan rummer en ikke-substitueret lineær kæde af α-(1,4)-bundet GalA. RG-II er den mest komplekse pektinpolymer, da den har mere end 20 bindinger på 12 forskellige sukkerarter for at danne den HG-lignende rygrad og fire oligosakkarid-sidekæder (A-D). Mens sidekæderne C og D er disakkarider, er sidekæde A et invariant octasakkarid med varierede methyleringsmodifikationer, der har udskiftelige L-fucose- eller L-galaktose-substitutioner. Sidekæde B besidder seks til ni sukkerarter med forskellige terminale rester og acetyleringsmodifikationer.

#### Lignin
Til forskel fra andre cellevægsbestanddele er ligniner ikke polysakkarider, men polyfenoler. Ligniner dannes således af polymeriserede aromatiske stoffer fra fenylpropanoid-vejen. Disse helt uordnede polymerer kan blive meget store og er sammensat af fenylalanin-afledte (og tyrosin-afledte i græs) aromatiske monomere forbindelser, der udgør en karakteristisk cellevægskomponent i karplanter. Selvom lignin er amorft, forstærker det cellevægsstrukturen og fungerer ofte som en fysisk barriere mod patogenangreb. Lignin er normalt sammensat af guaiacyl, syringyl og nogle gange p-hydroxyphenyl monomerer afledt af komplekse fenylpropanoid metaboliske veje. Til dato er mindst 35 naturlige ligninmonomerer blevet opdaget, hvilket fremhæver den metaboliske kompleksitet af lignin.

## Svampes cellevæg
Svampes cellevæg er en essentiel struktur med stor plasticitet. Cellevæggen spiller en vigtig rolle i forskellige biologiske funktioner såsom kontrol af cellulær permeabilitet og beskyttelse af cellen mod osmotisk og mekanisk stress. Ud over disse vigtige funktioner medierer cellevæggen interaktioner med det ydre miljø gennem adhæsiner og et stort antal receptorer, der efter deres aktivering vil udløse en kompleks kaskade af signaler inde i cellen. Cellevæggen er unikt sammensat af polysakkarider og proteiner samt lipider og pigmenter. Desuden er nogle vægkomponenter meget immunogene og stimulerer cellulære og humorale responser under infektion. β-glucaner og mannaner, såvel som antistoffer rettet mod dem, er meget nyttige diagnostiske værktøjer, da de kan påvises hos patienter med invasiv svampeinfektion. Eftersom cellevæggen er en essentiel struktur, kan defekter i den resultere i alvorlige virkninger på cellevækst og morfologi, og føre til celledød. Derfor betragtes den som et godt mål for svampemidler.

### Svampecellevæggens opbygning
Cellevæggen er en specifik og kompleks cellulær organel sammensat af glucaner, kitin, chitosan og glykosylerede proteiner. Proteiner er generelt forbundet med polysaccharider, hvilket resulterer i glycoproteiner. Sammen bidrager disse komponenter til cellevæggens stivhed. Syntese og vedligeholdelse af cellevæg involverer et stort antal biosyntese- og signalveje.
Cellevæggen er opbygget i forskellige lag, hvor det inderste lag er en mere konserveret struktur, hvorpå de resterende lag er aflejret og kan variere mellem forskellige svampearter.

#### Glucaner
Glucan er det vigtigste strukturelle polysakkarid i svampecellevæggen og repræsenterer 50-60% af væggens tørvægt. I glucan er D-glukose-enheder bundet sammen af glykosidbindinger. α- og β- og tal angiver hvilken type af O-glykosidbinding, der er tale om. De fleste polymerer af glucan er bundet sammen af β-1,3 bindinger (65-90%), selvom der også er glucaner med β-1,6 (i Candida men ikke i Aspergillus), β-1,4, α-1,3 og α-1,4 bindinger. β-1,3-D-glucanen er den vigtigste strukturelle komponent af svampens cellevæg, hvortil andre komponenter er bundet kovalent. β-1,3-D-glucan syntetiseres af et kompleks af enzymer placeret i cellemembranen kaldet glucansyntaser. Generne, der koder for β-1,3-D-glucaner, FKS1 og FKS2, blev oprindeligt identificeret i gærsvampen Saccharomyces cerevisiae. Analoger af disse gener er kendt i flere arter af Candida, Aspergillus, Cryptococcus og Pneumocystis og flere andre svampe. Tab af funktion af et af disse gener påvirker cellevækst negativt, medens eliminering af begge gener resulterer i celledød. α-1,3-glucanen er også en grundlæggende komponent i svampens cellevæg og syntetiseres af α-glucansyntase (AGS1).

#### Kitin
Kitin er ligesom glucan et polysakkarid, der er opbygget i lange kæder af aminosukkerelementer (N-acetylglukosamin). Kitin findes ikke i planter, men indgår også i leddyrs ydre skelet. Som ved cellulose, der er det dominerende polysakkarid i planters cellevæg, bindes sukkerenhederne i kitin sammen med β-1,4-bindinger. Kitinindholdet i svampevæggen varierer afhængigt af svampens morfologiske fase. Det repræsenterer 1-2% af tørvægten af gærcellevæggen, mens det i filamentøse svampe kan nå op til 10-20%. Kitin syntetiseres ud fra n-acetylglucosamin af enzymet kitinsyntase, som afsætter kitinpolymerer i det ekstracellulære rum udenfor cellemembranen. Indholdet af kitin i cellevæggen kan vairere og er i C. albicans’ hyfe-væg fx tre gange højere end det er i gær.

#### Glykoproteiner
Proteiner udgør 30-50% af tørvægten af svampevæggen i gær og 20-30% af tørvægten af væggen af de filamentøse svampe. De fleste proteiner er forbundet med kulhydrater ved O- eller N-bindinger, hvilket resulterer i glycoproteiner. Cellevægsproteiner har forskellige funktioner, herunder deltagelse i opretholdelsen af den cellulære form, adhæsionsprocesser, cellulær beskyttelse mod forskellige stoffer, absorption af molekyler, signaltransmission og syntese og reorganisering af vægkomponenter.

#### Melanin
Melanin er et pigment med høj molekylvægt, der er negativt ladet, hydrofobt og uopløseligt i vandige opløsninger og beskytter svampe mod stressfaktorer i omgivelserne. Svampene producerer melanin ad to veje, fra 1,8-dihydroxynaphthalen (DHN) mellemprodukt og fra L-3,4-dihydroxyphenylalanin (L-dopa). Melaninproduktion bidrager til svampevirulens, forbedrer modstanden mod miljøskader såsom ekstrem temperatur, UV-lys og toksiner, og er vigtig for invasion og formidling. For eksempel er C. neoformans melanin blevet forbundet med spredning af gærceller fra lungerne til andre organer, er kendt for at påvirke værtens immunrespons. ,

## Prokaryotes cellevægge

### Egentlige bakteriers cellevægge
Egentlige bakteriers cellevæg befinder sig på ydersiden af cellemembranen. Bakteriecellevægge er lavet af peptidoglycan (også kaldet murein), som er lavet af polysakkarid-kæder bundet sammen på tværs af usædvanlige peptider indeholdende D-aminosyre-rester. Bakteriecellevægge er forskellige fra cellevæggene hos planter og svampe, som henholdsvis primært er opbygget af cellulose og kitin. Bakteriers cellevæg adskiller sig også fra Archaeas cellevæg, som ikke indeholder peptidoglycan. Cellevæggen er afgørende for overlevelsen af mange bakterier, selvom bakterier, der mangler en cellevæg, kan produceres og overleve i laboratoriet. Antibiotikummet penicillin er i stand til at dræbe bakterier ved at forhindre tværbinding af peptidoglycan og dette får cellevæggen til at svækkes, svulme op og sprænges. Enzymet lysozym kan også beskadige bakteriers cellevægge.
Der er overordnet to forskellige typer cellevæg i bakterier, kaldet gram-positive og gram-negative bakterier. Navnene stammer fra cellernes reaktion på Gramfarvning, en test, der længe har været anvendt til klassificering af bakteriearter.
Gram-positive bakterier har en tyk cellevæg, der indeholder mange lag af peptidoglycan og teikoidsyrer. I modsætning hertil har gramnegative bakterier en relativt tynd cellevæg bestående af et par lag peptidoglycan omgivet af en anden lipidmembran indeholdende lipopolysakkariderer og lipoproteiner. De fleste bakterier har den gram-negative cellevæg, og kun Bacillota og Actinomycetota (tidligere kendt som henholdsvis lav G+C og høj G+C gram-positive bakterier) har det alternative gram-positive arrangement. Disse forskelle i struktur kan forårsage forskelle i antibiotikafølsomhed, f.eks. kan vancomycin kun dræbe gram-positive bakterier og er ineffektiv over for gram-negative patogener, såsom Haemophilus influenzae eller Pseudomonas aeruginosa.

### Arkæers cellevægge
Cellevæggene i Arkæer adskiller sig på et afgørende punkt fra dem i egentlige bakterier. Mens peptidoglycan er indgår i cellevæggene hos egentlige bakterier, mangler alle arkæale cellevægge peptidoglycan, selvom nogle methanogener har en cellevæg lavet af en lignende polymer kaldet pseudopeptidoglycan. Man finder fire typer cellevægge blandt Arkæer.
En type archaeal cellevæg er den, der består af pseudopeptidoglycan (også kaldet pseudomurein). Denne type cellevæg findes i nogle methanogener, såsom Methanobacterium og Metanothermus. Mens den overordnede struktur af arkæal pseudopeptidoglycan overfladisk ligner den for bakteriel peptidoglycan, er der en række væsentlige kemiske forskelle. Ligesom peptidoglycanen, der findes i bakterielle cellevægge, består pseudopeptidoglycan af polymer-kæder af glycan tværbundet af korte peptid-forbindelser. Men i modsætning til peptidoglycan er sukkeret N-acetylmuraminsyre erstattet af N-acetyltalosaminuronsyre, og de to sukre er bundet med en β,1-3 glykosidbinding i stedet for β,1-4. Derudover er de tværbindende peptider L-aminosyrer snarere end D-aminosyrer, som det er tilfældet hos bakterier.
En anden type archaeal cellevæg findes i Methanosarcina og Halococcus. Denne type cellevæg består udelukkende af et tykt lag af polysakkarider, som kan være sulfaterede som det ses hos Halococcus. Strukturen i denne type væg er kompleks og ikke fuldt ud undersøgt.
En tredje type væg blandt Arkæa består af glykoprotein, og forekommer i den hypertermofile arkæ Halobacterium og nogle methanogener. I Halobacterium har proteinerne i væggen et højt indhold af aminosyrerne aspartat og glutamat, hvilket giver væggen en samlet negativ ladning. Resultatet er en ustabil struktur, der stabiliseres af tilstedeværelsen af store mængder positive natriumioner, der neutraliserer de negative ladninger. På grund af sin evne til at binde Na+ trives Halobacterium kun under forhold med høj saltholdighed.
I andre Archæa, såsom Methanomicrobium og Desulfurococcus, er væggen kun sammensat af overfladelag af proteiner, kendt som S-laget. S-laget er almindelige hos bakterier, hvor de tjener som enten den eneste cellevægskomponent eller et ydre lag i forbindelse med polysakkarider. De fleste Arkæa er Gram-negative, selvom der kendes mindst ét Gram-positivt medlem.